# Parque Ecológico Maurílio Biagi
Parque Ecológico Maurílio Biagi: Localizado às margens do Rio Pardo, é uma área de preservação com mais de 120 hectares. Possui trilhas, área de camping, playground, lagos e estrutura para a prática de atividades ao ar livre.

## Galeria de imagens

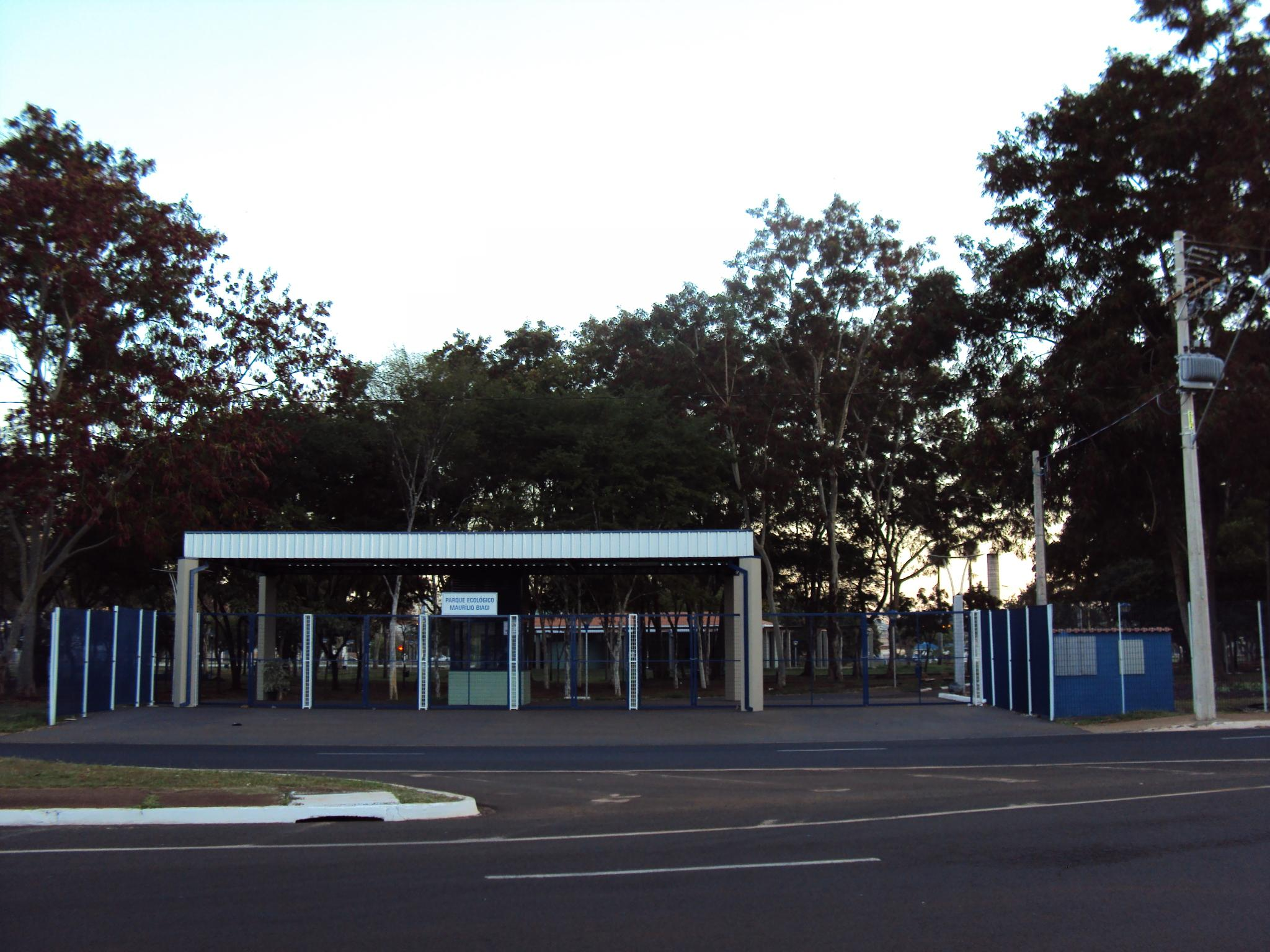
Entrada principal do parque
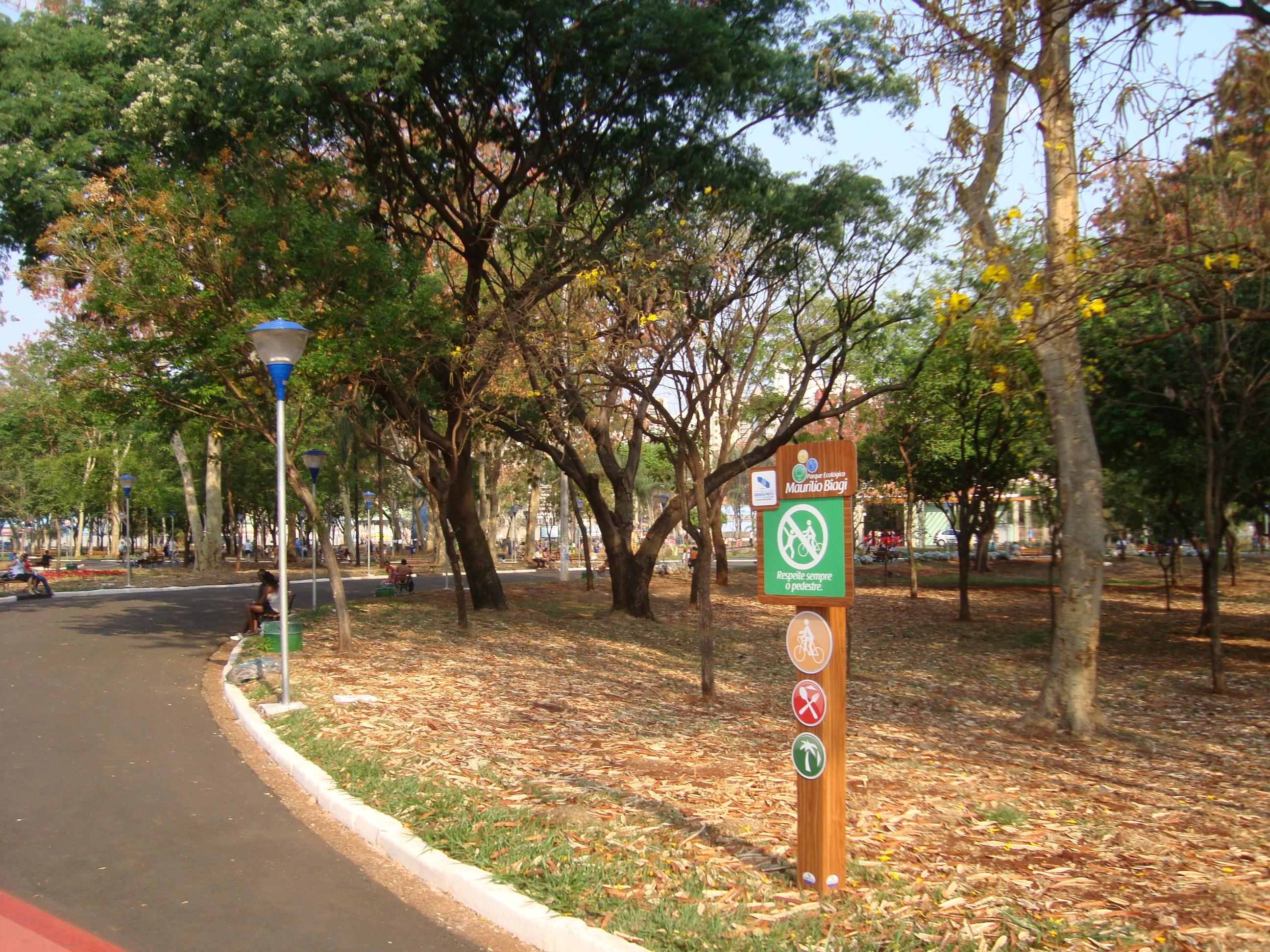
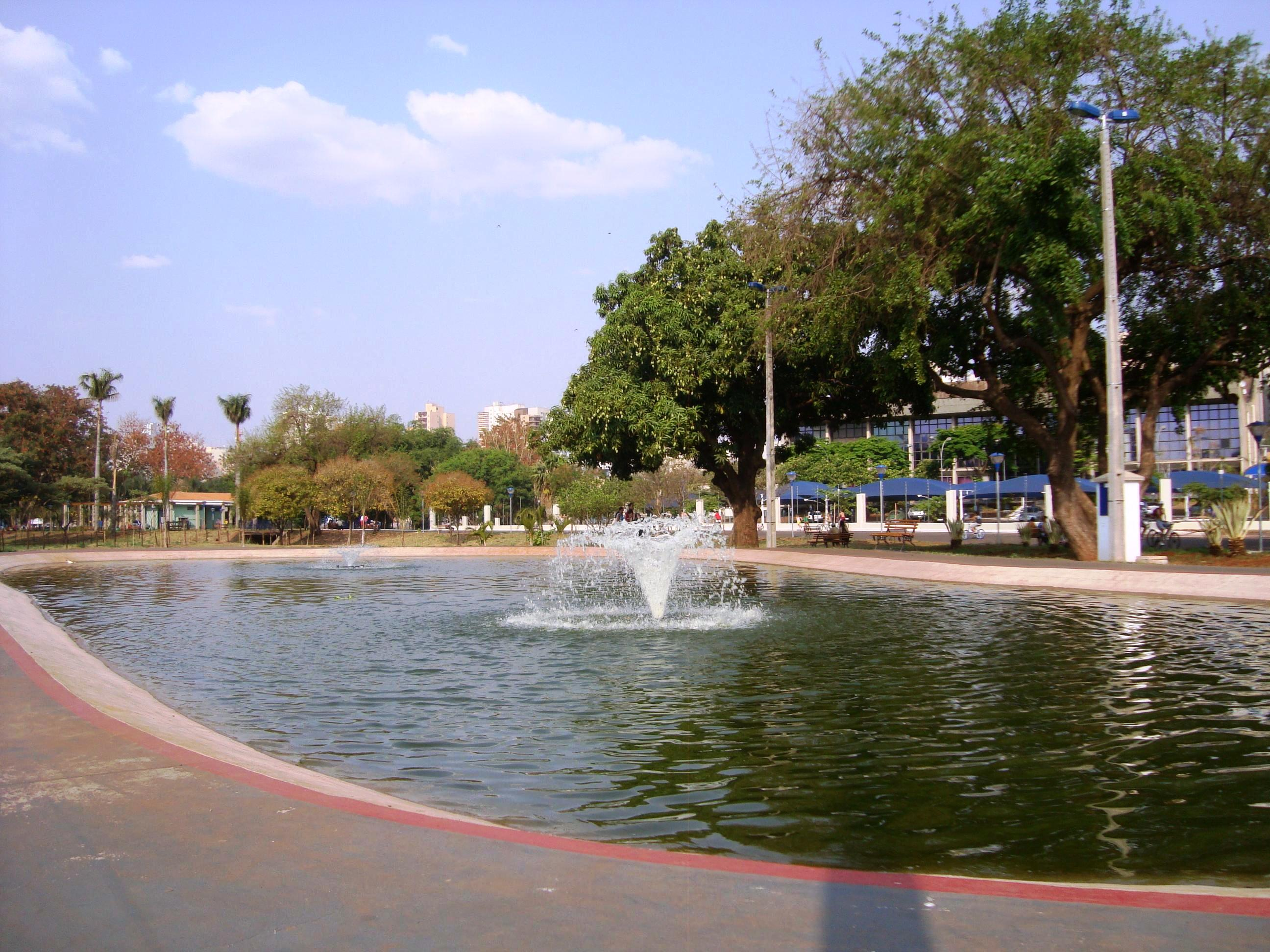
Fonte do parque
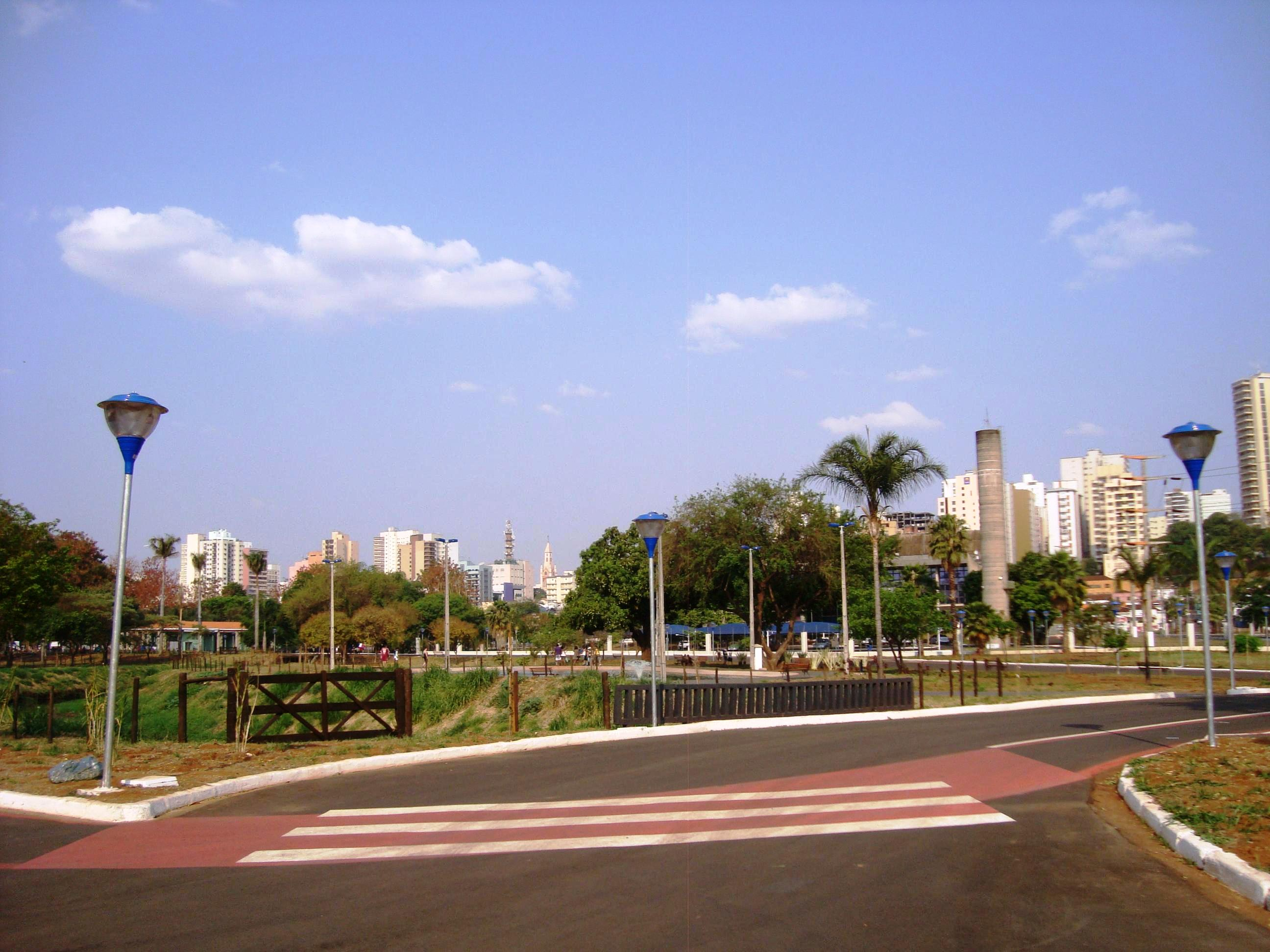
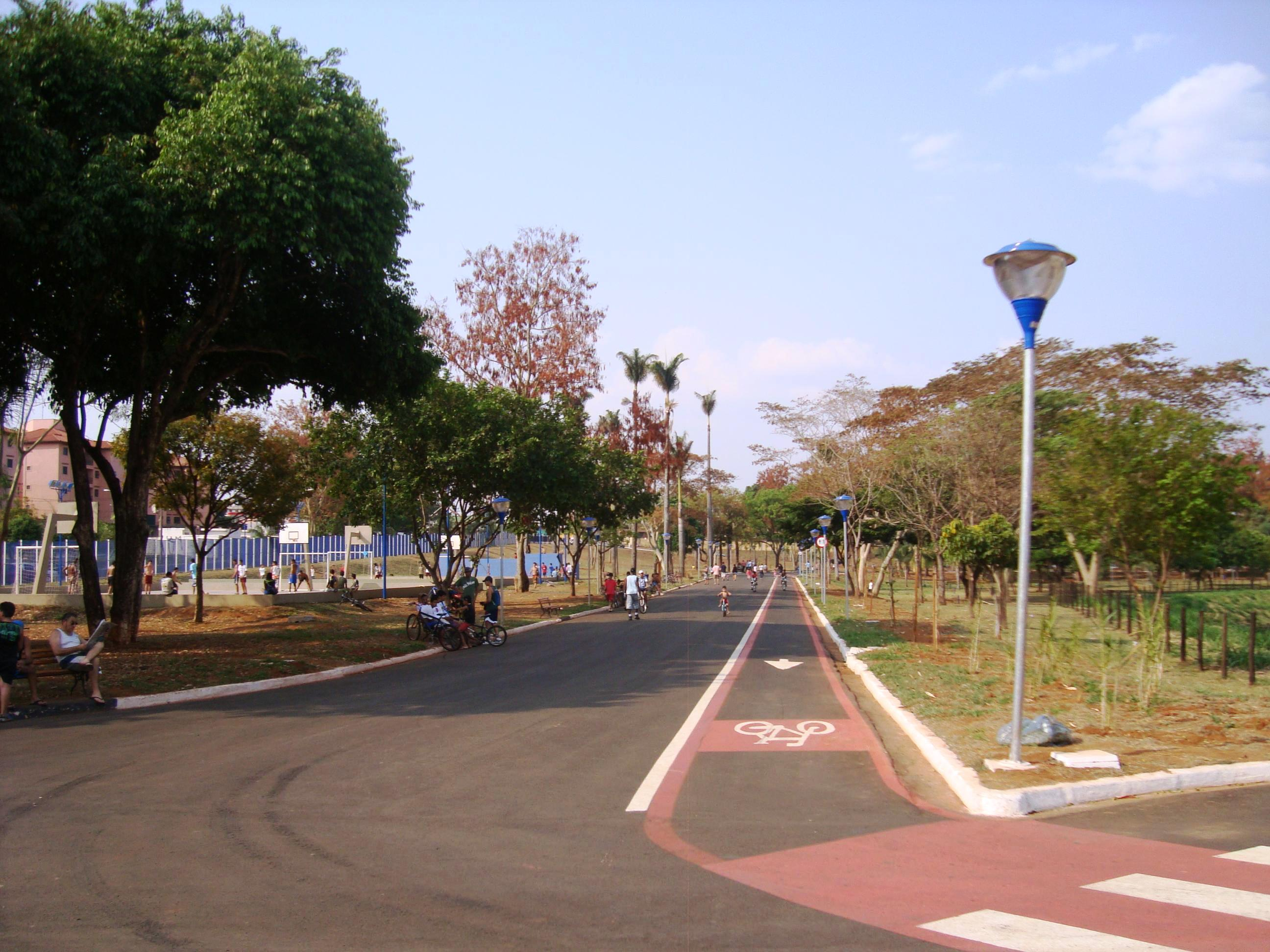
Pista de ciclismo do parque